# 瀬戸内海環境保全特別措置法
瀬戸内海環境保全特別措置法（せとないかいかんきょうほぜんとくべつそちほう、昭和48年10月2日法律第110号）は、瀬戸内海の環境の保全に関する法律で、水質汚濁防止法に対する特別法である。制定時の題名は「瀬戸内海環境保全臨時措置法」であり、昭和53年法律第68号で現行の題名となった。
1973年11月2日に施行された。

## 所管官庁
主所管
- 環境省水・大気環境局海洋環境課閉鎖性海域対策室

副所管
- 環境省自然環境局自然環境計画課

連携
- 国土交通省水管理・国土保全局河川環境課
- 国土交通省都市局公園緑地・景観課
- 経済産業省産業技術環境局環境政策課
- 農林水産省農村振興局地域政策課
- 水産庁増殖推進部漁場資源課

関係する府県
- 京都府庁総合政策環境部環境管理課
- 大阪府庁環境農林水産部環境保全課
- 奈良県庁環境森林部水・大気環境課
- 和歌山県庁環境生活部環境政策局環境管理課
- 兵庫県庁環境部水大気課
- 岡山県庁環境文化部環境管理課
- 広島県環境県民局環境政策課
- 山口県庁環境生活部環境政策課
- 徳島県庁県土整備部水・環境課
- 香川県庁環境森林部環境管理課
- 愛媛県庁県民環境部環境局環境政策課
- 福岡県庁環境部環境保全課
- 大分県庁生活環境部うつくし作戦推進課

その他、大阪・神戸・岡山・広島の各政令指定都市とも連携して執行にあたる。

## 目的
この法律は、瀬戸内海の環境の保全上有効な施策の実施を推進するための瀬戸内海の環境の保全に関する計画の策定等に関し必要な事項を定めるとともに、特定施設の設置の規制、富栄養化による被害の発生の防止、自然海浜の保全等に関し特別の措置を講ずることにより、瀬戸内海の環境の保全を図ることを目的とする（第1条）。

## 内容
瀬戸内海環境保全特別措置法の内容は、瀬戸内海が、「わが国のみならず世界においても比類のない美しさを誇る景勝地として、また、国民にとって貴重な漁業資源の宝庫として、その恵沢を国民がひとしく享受し、後代の国民に継承すべきもの」であるとして、政府に対して、瀬戸内海の環境保全のための基本計画を策定することを義務づけている。（第3条）

## 制定の背景及び経緯
瀬戸内海は、古くから風光明媚な景勝地であり、豊かな漁場でもあるという恵まれた自然環境にあった。しかし、1960年代から1970年代にかけて経済の高度成長に伴い、瀬戸内海周辺に産業や人口が集中したため、水質汚濁が急激に悪化した。このため、瀬戸内海の水質の保全対策を行う必要から、瀬戸内海環境保全特別措置法を1973年に制定した。
瀬戸内海環境保全特別措置法は、制定当初は「施行の日から起算して三年をこえない範囲内において別に法律で定める日にその効力を失う」とされた、時限法であった。昭和51年法律第35号による改正で失効期限が5年に延長され、さらに、昭和53年法律第68号による改正で、題名が改正にするとともに、失効規定が削除され、恒久法となっている。

## 構成
- 第1章　総則（第1条･第2条）
- 第2章　瀬戸内海の環境の保全に関する計画（第3条-第4条の2）
- 第3章　瀬戸内海の環境の保全に関する特別の措置 
  - 第1節　特定施設の設置の規制等（第5条-第12条の3）
  - 第2節　富栄養化による被害の発生の防止（第12条の4-第12条の6）
  - 第3節　自然海浜の保全等（第12の7-第13条）
  - 第4節　環境保全のための事業の促進等（第14条-第19条）
- 第4章　雑則（第20条-第23条）
- 第5章　罰則（第24条-第27条）
- 附則